# 雪輪の滝
雪輪の滝（ゆきわのたき）は、愛媛県宇和島市野川の滑床渓谷にある滝。日本の滝百選、四国八十八景47番に選定されている。

## 概要
滑床渓谷の駐車場より遊歩道を約1200メートル上流にある。四万十川支流の目黒川に注ぐ渓流にある。
花崗岩で出来た一枚岩の緩斜面を全長約300メートル、幅約20メートルにわたって流れるナメ滝である。遊歩道より見えている部分は約80メートルである。流れ落ちる水紋が雪の輪の様に見えることから、この名がついた。ただし、水量が多いと雪輪が見えない場合がある。
緩斜面であるので滝の中腹より滑って遊ぶことが可能である。

## アクセス
- JR予土線松丸駅より車で約25分。観光駐車場で下車。
- 松山自動車道大洲北ICから国道197号、国道381号を通り約90分。無料駐車場あり。

駐車場より滝まで約1200メートル（徒歩約40分）。

## 周辺情報
- 滑床渓谷
- 森の国ホテル